# Translatewiki.net
translatewiki.net — веб-платформа, що є розширенням для MediaWiki Translate, є потужним інструментом для перекладу текстів.
Наразі це 13-й найбільший вікі-сайт у світі за числом сторінок. Налічує близько 5000 перекладачів, 50 тисяч рядків та більше, ніж 20 проєктів, у т.ч. MediaWiki, OpenStreetMap, Mifos, Encyclopedia of Life та MantisBT.

## Можливості
Головною характеристикою translatewiki.net та її рушія є вікі, який дозволяє кожному користувачеві легко долучитися до перекладів. 
Якість досягається шляхом фокусування перекладачів на сферах своєї спеціалізації і завдяки звільненню перекладачів від будь-якої іншої роботи.
Переклади доступні перекладачам одразу і «плавно синхронізуються із репозиторієм ПЗ» або ж із перекладабельними сторінками вікі, без втручання перекладача. Найшвидші переклади MediaWiki на проєктах ФВМ публікуються у межах одного дня.
Вбудований редактор допомагає перекладачеві різноманітними функціями, такими як:
- документація повідомлень, також відома як «контекст»
- пропозиції з пам'яті перекладів та машинні переклади
- перевірка перекладів на поширені помилки синтаксису
- статус перекладу повідомлень[8]

## Історія
Translatewiki.net став доступним завдяки Niklas Laxström як локалізаційна багатомовна платформа MediaWiki. Проєкт був створений приблизно у липні 2006 року та називався спочатку Betawiki.
Окрім перекладу, проєкт передбачав можливості тестування і розробки платформи для MediaWiki (Nukawiki у 2005) з фокусом на покращення інтернаціоналізації.
У кінці 2007, Siebrand Mazeland приєднався до керівництва вебсайту, змінивши домен на поточний — translatewiki.net.
У квітні 2008, платформа вже підтримувала понад 100 мов для Медіавікі та 200 розширень, роблячи його, на ряду з FreeCol, «одним із найперекладатніших програмних забезпечень за всю історію». Відтоді, цей незалежний волонтерський проєкт отримав визнання за значущий внесок у світовий розвиток Медіавікі та за внесок у підживлені ним проєкти Вікімедіа, наприклад, у перекладену понад 280 мовами Вікіпедія.
У 2009, платформу було покращено завдяки проєкту Niklas Laxström у рамках Google Summer of Code.
У 2011, було введено функції вичитки.
У 2012, рушій пам'яті перекладів було розширено на всі проєкти Фонду Вікімедіа, що використовують Translate.
У 2013, платформа Translate пройшла значне перероблення. Був реалізований так званий проєкт «Translate User eXperience», коротко «TUX». Він мав в собі «зміни у навігації, у вигляді редактора та відчуттях при його використанні, зміни у зоні перекладу, фільтрах, пошуці, кольорах та стилі».

## Підтримувані формати
Нижче наведено деякі із підтримуваних форматів. Налаштування дозволяють додати і інші.
- Інтерфейс та сторінки Медіавікі
- GNU Gettext
- Java properties
- Android string resources
- INI
- Dtd
- Файли PHP
- JavaScript
- JSON
- PythonSingle
- RubyYaml
- Yaml